# Мільчина Віра Аркадіївна
Віра Аркадіївна Мільчина (рос. Вера Аркадьевна Мильчина; нар. 7 вересня 1953, Москва) — радянський та російський історик літератури, перекладач, коментатор. Дочка відомого книгознавця та видавничого працівника А. Е. Мільчина.

## Біографія
Закінчила філологічний факультет Московського університету. Кандидат філологічних наук (1979). Провідний науковий співробітник Інституту вищих гуманітарних досліджень РДГУ. Член Спілки письменників Москви (1996). Член адміністративної ради Російського інституту в Парижі.
Почала публікуватися з 1974 року. Серед авторів, чиї твори виходили російською в перекладі Мільчиної, — Шатобріан, Жермена де Сталь, Бенжамен Констан, Віктор Гюго, Шарль Нодье, Оноре де Бальзак та багато інших.

## Сім'я
- Чоловік — музикознавець Борис Аронович Кац.
- Син — літературний критик Костянтин Мільчин (нар. 1980).

## Заслуги та визнання
Премії ім. А. Леруа-Больє (1996, 1998, 2005), імені Ваксмахера (2001, 2009), медаль Французької академії за поширення французької мови та культури (1997), Орден академічної пальмової гілки (2002). Нова Пушкінська премія «За сукупний творчий внесок у вітчизняну культуру» (2011).

## Книги
- Россия и Франция: дипломаты, литераторы, шпионы. — СПб.: Гиперион, 2004.
- Париж в 1814—1848 годах: повседневная жизнь. — М.: Новое литературное обозрение, 2013.